# Anaxibi
Anaxibi (en llatí Anaxibius, en grec antic Ἀναξίβιος) fou un navarc i harmost espartà que estava estacionat a Bizanci quan l'Expedició dels deu mil va arribar a Trapezus l'any 400 aC, després de la retirada que van emprendre en ser vençuts a la batalla de Cunaxa. Els grecs van enviar un dels seus generals a demanar-li un nombre suficient de vaixells per passar a Europa, segons diu Xenofont.
Anaxibi els va prometre una ocupació i un pagament quan serien fora de l'Euxí. Quan va arribar a Crisòpolis, a la costa asiàtica del Bòsfor, Anaxibi, subornat pel sàtrapa Farnabazos II per aconseguir la retirada de la seva satrapia, altre cop els va prometre feina i un sou i els va portar a Bizanci. Allí va intentar desfer-se del grup enviant-los fora de la ciutat sense complir l'acord.
Va seguir un tumult i els deu mil es van apoderar de Bizanci i Anaxibi va haver de buscar refugi a l'acròpoli i només es va salvar per la intervenció de Xenofont. Tot seguit els deu mil van deixar la ciutat dirigits per Ceratades i llavors Anaxibi va emetre un decret en què tots els soldats mercenaris del grup que fossin trobats a Bizanci serien venuts com a esclaus. Però Anaxibi va perdre el comandament de la ciutat poc després, i això i el menyspreu de Farnabazos, el van decidir a contactar a Xenofont i demanar als mercenaris d'envair la satrapia de Farnabazos, però finalment el projecte no es va portar a terme.
L'any 389 aC Anaxibi va ser enviat a Abidos per substituir Dercil·lides en el comandament i per controlar la creixent influència d'Atenes a la zona. Inicialment va tenir alguns èxits però un dia Ifícrates, el general atenenc enviat contra ell, el va interceptar al retorn d'Antandros, on el general grec havia aconseguit convèncer la ciutat de passar al seu partit. Anaxibi va arribar sobtadament però va veure l'emboscada atenesa i veient segura la seva pròpia derrota, va sacrificar la seva vida lluitant junt amb un petit grup per donar temps als seus companys a fugir, fins que va morir a la lluita l'any 388 aC.